# 楊澄
楊澄（1433年—1508年），字憲父，四川潼川州射洪縣人，明朝政治人物。

## 生平
成化五年（1469年）己丑科進士。累官大理寺左少卿，升都察院左僉都御史、提督雁門等關兼巡撫山西。

## 家族
曾祖楊清，祖楊景安，父楊紹廣，嫡母鮮氏；生母趙氏；紀母費氏。